# Фравитта
Фрави́тта (Фрави́та, или Флави́ф, или Фра́виф; др.-греч. Φραύϊτος, Φραοῦιτος, Φλαβίτας, Φράβιθος; умер около 403) — византийский полководец, военный магистр IV—V веков.

## Биография
Фравитта — гот по происхождению и язычник по вероисповедованию, стал римским подданным и поступил на воинскую службу к императору Восточной Римской империи Феодосию I, в первые годы правления василевса, около 380 года. Это случилось после того как гунны начали вытеснять готов из мест их обитания. Феодосий радушно принял готских вождей. Евнапий Сардский сообщал о том, что Фравитта был в это время человеком молодым, а по добродетели и любви к правде был лучший из людей. Император разрешил ему брак с знатной римлянкой и наделили высшими государственными и почётными должностями.
В это время готы были разделены на две враждующие партии. Фравитта был вождём одной из них. Эриульф (др.-греч. Ἑρίουλφος) был вождем другой партии. Как пишет Евнапий Сардский, Эриульф был человеком бешенным, превосходившим других яростью. Во время одного из застолий у василевса, готы повздорили между собой и Фравитта, выхватив меч, зарезал Эриульфа. Несмотря на этот поступок, он остался на службе у императора.
Высшей славы и должности Фравитта достиг во время правления преемника Феодосия — императора Аркадия. В 400 году гот Гайна поднял мятеж и захватил Константинополь. Для поправления пошатнувшегося здоровья после этого похода Гайна покидает столицу и отправляется на отдых во Фракию, но оставляет в городе своих воинов. Во время отсутствия Гайны в городе поднимается восстание, воинский гарнизон Гайны был умерщвлен. Сенат и император выбрали язычника Фравитту полководцем в войне против Гайны. Гайна решил покинуть Фракию и направиться в Херсонес Фракийский, чтобы перейти через Геллеспонт снова в Азию. Фравитта начал чинить препятствия Гайне и предотвратил его переход через Геллеспонт в Азию. Гайна проложил себе выход в Херсонес Фракийский через Длинную Стену и расставил своих варваров вдоль Фракийских вершин от Пария до Лампсака, Абидоса и проливов. Фравитта плавал вдоль побережья Азии, днем и ночью следя за передвижениями войска Гайны. Гайна с воинами из-за нехватки продовольствия, начали вытесывать брёвна из херсонесского леса, которые они скрепляли очень тщательно для того, чтобы лодки, сделанные из них, могли выдержать людей и лошадей. На собранные плоты Гайна погрузил людей с их лошадьми, чтобы перевезти их вниз по течению. Фравитта начал свою атаку против Гайны, имея преимущество перед врагом. Его превосходство заключалось в корабле с бронзовым носом. Фравитта таранил плоты и потопил много противников. Гайна немного отклонился от курса в Херсонес Фракийский и вошел во внутреннюю Фракию. Фравитта не стал преследовать Гайну, а решил восстановить силы своего войска.
После этой победы враги Фравитты распускали слух о нём, что он, как варвар и язычник, щадил варвара и язычника и дал ему способ спасти себя. Несмотря на эти слухи, Фравитта торжественно прибыл в Константинополь. Аркадий принял Фравитту и предложил ему просить для себе награды, какой пожелает. Фравитта попросил у василевса позволения поклоняться богу по отеческому обычаю. Аркадий даровал ему должность консула, которая Фравиттой была принята.